# 波爾托羅日機場
波爾托羅日機場，是斯洛維尼亞波爾托羅日的聯外國際機場，於1962年9月27日啟用。

## 外部連結
- Portorož Airport （页面存档备份，存于） (official site)